# 石川豊信
石川 豊信（いしかわ とよのぶ、正徳元年〈1711年〉 - 天明5年5月25日〈1785年7月1日〉）とは、江戸時代の浮世絵師。

## 来歴

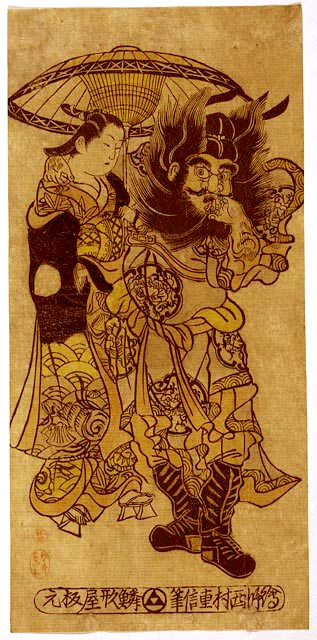
石川豊信（西村重信）による漆絵。1720年頃

西村重長の門人。姓は石川、幼名は孫三郎、名は豊信。俗称は糠屋七兵衛。咀篠堂、秀葩とも号した。作画期は享保から安永にかけてで、初めは西村孫三郎、享保16年より西村重信と号し、奥村政信風の細判の紅絵及び漆絵を描いた。西村孫三郎の署名のある細判の紅絵「市川団十郎・佐渡島辰五郎」などが知られている。なおこの時期、殆ど同じ様式、筆致による西村孫二郎という落款の「市村竹之丞・富沢門太良」という細版紅絵の作品があるが、別人かどうかは不明で、孫三郎の「三」の字が欠けたものではないかともいわれている。
延享4年（1747年）頃、江戸小伝馬町三丁目にあった旅籠屋の糠屋七郎兵衛の婿養子となり、経営に当たり石川豊信と称した。西村重長の門に入ってからは頭角を現し、肉筆浮世絵、漆絵、紅摺絵の役者絵、美人画の秀作を残した。その後、紅摺絵が主流となる寛延 - 宝暦期に作風の完成をみる。若干の肉筆美人画も描いており、豊潤で叙情的かつ温厚な、版画に共通する特徴を持つ優品を残している。また欅の板などを使い、その木目を版の余白などに摺り写す「木目摺り」を創案した。さらに半裸体の、いわゆる「あぶな絵」も多数描いており、新生面を開いた。代表作に紅絵「花下美人図」、紅摺絵「尾上菊五郎と中村喜代三郎の鳥追」、墨摺絵本『絵本江戸紫』（1765年刊）などがあげられる。豊信の作品にみられる柔和な丸顔と豊満な肉体を持った美人画は、紅摺絵特有の温雅な色調に適しており、紅摺絵期の代表的絵師にあげられる。豊信の紅摺絵は紅や草の顔料発色がよく、他の浮世絵師のものより数段優れている場合が多い。その作風は優美で華麗なもので、後の鈴木春信、北尾重政にも影響を与えている。享年75。墓所は台東区蔵前の正覚寺である。法名は泰誉覚翁居士。墓石・先祖墓と刻す。
門人に石川昔信、石川豊雅らがいる。狂歌師の石川雅望（宿屋飯盛）は豊信の子である。

## 作品

### 墨摺絵
- 「団扇を持つ美人」　筆彩　長大判　千葉市美術館所蔵　寛保-延享頃

### 紅絵
- 「花下美人（桜樹に短冊を結ぶ女）」　長大判 平木浮世絵美術館UKIYO-e TOKYO所蔵 重要文化財：幔幕の前で、市松模様の帯を締めた女性が桜の枝に短冊を結んでいるところを描いた作品
- 「関羽と遊女」 幅広柱絵 城西大学水田美術館所蔵

### 漆絵
- 「佐野川市松の久松」　巾広柱絵判 東京国立博物館所蔵

### 紅摺絵
- 「燈篭持てる美人」 細判 東京国立博物館所蔵
- 「湯上り美人と茶汲女」　大判　東京国立博物館所蔵：お風呂上がりに団扇を持つ美人を描いた「あぶな絵」作品
- 「瀬川吉次の石橋」竪大判 浮世絵太田記念美術館所蔵
- 「二代目中村七三郎と佐野川市松」 竪大判 城西大学水田美術館所蔵
- 「水鶏にだまされて」 柱絵 慶應義塾図書館所蔵
- 「湯上り」　細判：室内から庭を振り返る女性と茶碗を運んできた少女を描く「あぶな絵」で、室内が斜めに描かれ、更に庭の池と橋の一部が描かれており、奥行感のある作品に仕上がっている。
- 「遊女と禿」　大判　東京国立博物館所蔵
- 「佐野川市松の人形を遣う娘」　幅広柱絵　東京国立博物館所蔵
- 「佐野川市松と尾上菊五郎の二人虚無僧」　大判 東京国立博物館所蔵
- 「見立草刈山路(さんろ）」　大判 東京国立博物館所蔵
- 「尾上菊五郎と中村喜代三郎の鳥追」
- 「市川海老蔵の鳴神上人と尾上菊五郎の雲の絶間姫」　大判　宝暦元年
- 「万歳」　大判　東京芸術大学美術館所蔵
- 「雨乞小町」 柱絵　シカゴ美術館所蔵
- 「二代目瀬川菊之丞」 大細判　キヨッソーネ東洋美術館所蔵

### 錦絵
- 「吹つけて幹をみするや夏柳」 細判　石川県立美術館所蔵
- 「乗初め」　横大判　シカゴ美術館所蔵

### 摺物
- 「見立竹林七賢人」 横大判 東京国立博物館所蔵

### 肉筆浮世絵
| 作品名                        | 技法     | 形状・員数 | 寸法（縦x横cm） | 所有者                           | 年代 | 落款・印章                                                  | 備考 |
| ----------------------------- | -------- | ---------- | --------------- | -------------------------------- | ---- | ----------------------------------------------------------- | --- |
| 人形美人図                    | 紙本着色 |            |                 | 群馬県立近代美術館               |      |                                                             | |
| 相思図                        | 紙本着色 | 双幅       |                 | サントリー美術館                 |      |                                                             | |
| 美人読書図                    | 紙本着色 |            |                 | 城西大学水田美術館               |      |                                                             | |
| 見立寒山拾得図                | 絹本着色 | 1幅        | 84.3x34.9       | MOA美術館                        |      |                                                             | |
| 萬歳図                        | 絹本着色 | 1幅        | 95.0x27.2       | 熊本県立美術館                   |      |                                                             | |
| 見立三番そう図                | 紙本着色 | 1幅        | 74.7x27.7       | 熊本県立美術館                   |      |                                                             | |
| 遊女と禿図                    | 紙本着色 | 1幅        | 103.7x51.6      | フリーア美術館                   |      | 款記「石川秀葩豊信画」                                      | |
| 文読み美人図                  | 紙本着色 | 1幅        | 61.5x27.2       | フリーア美術館                   |      | 款記「石川秀葩豊信圖」/「石川氏」朱文方印・「豊信」白文方印 | |
| Beauty Holding a Firefly Cage | 紙本着色 | 1幅        | 111.5x19        | ミネアポリス美術館               |      |                                                             | |
| 立姿遊女図                    | 紙本着色 | 1幅        | 83.5x30.4       | ウェストンコレクション（シカゴ） |      | 款記「石川秀葩豊信圖」/「石川氏」朱文方印・「豊信」白文方印 | 賛文「北方有佳人 絶世而独立 一顧傾人城 再顧傾人國 寧不知傾城 与國佳人難再得」（『漢書外戚伝 上』から引用）。賛者不明。 |